# Tcheliabinsk

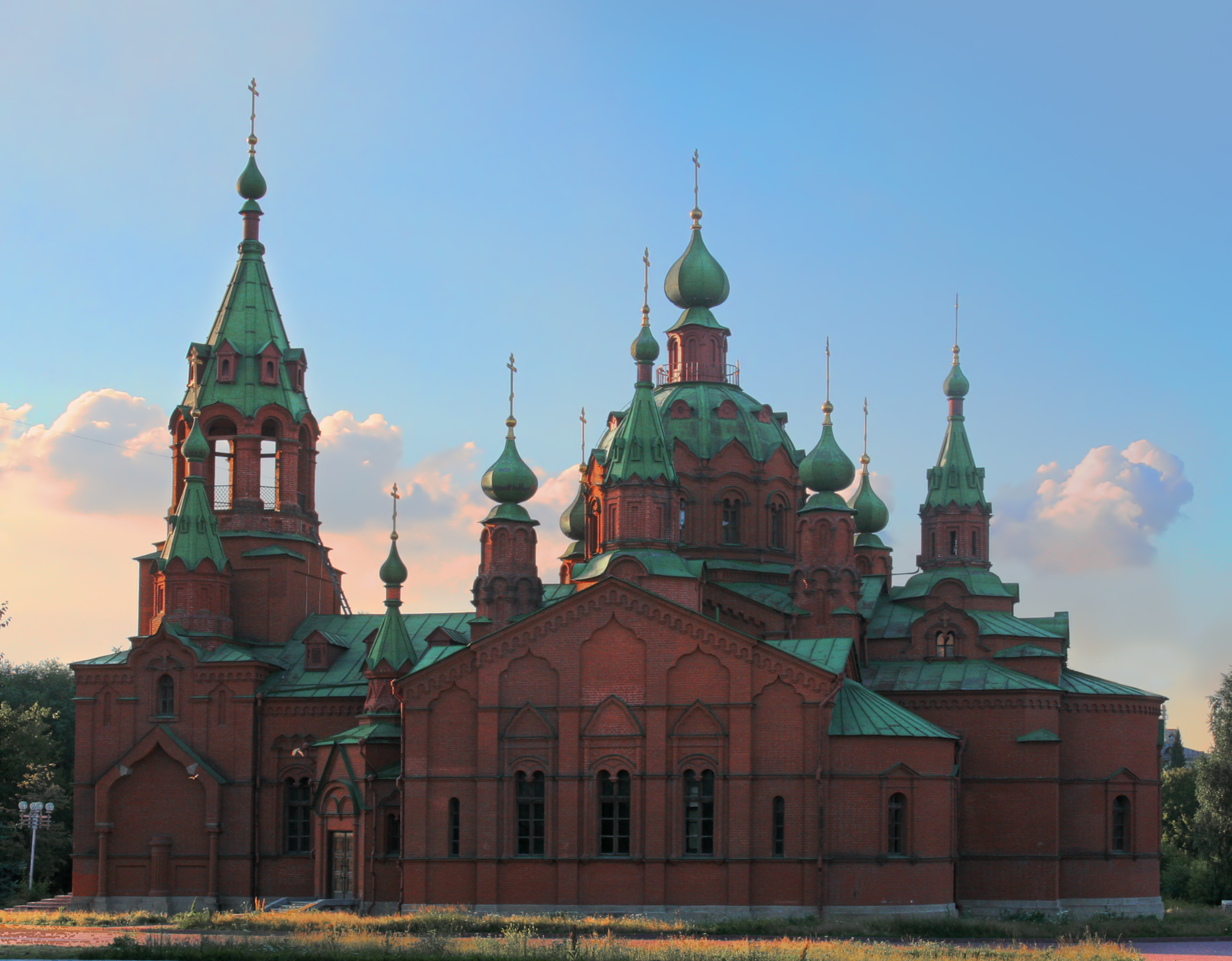

Tcheliabinsk, ou Cheliabinsk (russo:  Челя́бинск; IPA: [tɕɪˈlʲæbʲɪnsk] (escutarⓘ)), é uma cidade da Rússia, capital da província homônima. Localiza-se  perto dos montes Urais. Tem  uma população de 1.169.432  habitantes (2014) e foi fundada em 1736. Também é um dos principais centros de indústrias pesadas da Rússia. Durante a Segunda Guerra Mundial, Stalin decidiu mover a produção de tanques T-34 e foguetes Katiucha para lugares afastados e assim a cidade ganhou o apelido de "Tankograd".
Também lá foi feito um laboratório secreto chamado Chelyabinsk-40 onde faziam pesquisas com materiais radioativos (produção de bombas, etc...) por ter uma mina de urânio perto. A cidade se tornou mundialmente famosa no dia 15 de fevereiro de 2013, após o meteorito de Tcheliabinsk explodir sobre a cidade, lançando bolas de fogo na direção da Terra, partindo as janelas e danificando 3000 prédios, causando mais de 1200 feridos.

## Cidades-irmãs
- Colúmbia, Estados Unidos (1995)
- Nottinghamshire, Reino Unido (2000)
- Ramla, Israel (2000)
- Ürümqi, China (2004)

## Esporte
A cidade de Tcheliabinsk é a sede do Estádio Central e do FC Tcheliabinsk, que participa no Campeonato Russo de Futebol.